# Stichkanal Hannover-Linden
Der Stichkanal Hannover-Linden (SKL), früher Zweigkanal Linden, ist eine künstliche Wasserstraße, die den Mittellandkanal mit dem Lindener Hafen im hannoverschen Stadtteil Linden-Mitte verbindet. Er wurde zwischen 1910 und 1915 gebaut.

## Verlauf
Der Stichkanal beginnt in Seelze-Lohnde bei Kanalkilometer 149,59 des Mittellandkanals und führt zunächst Richtung Osten. In Seelze befindet sich ein Yachthafen.
Nach etwa 8 km überquert der Stichkanal die Grenze zur Stadt Hannover. Anschließend zweigt im Stadtteil Limmer der Verbindungskanal zur Leine ab, der Anschluss an die Leine und die Ihme bietet. Der Stichkanal Hannover-Linden führt in südöstlicher Richtung weiter bis zur Hafenschleuse Linden. Die Schleuse hebt das Niveau um 7,80 m auf die Höhe des Hafenbeckens von 58,1 m ü. NN. Die Bundeswasserstraße endet bei km 10,75 und das Hafenbecken bei km 11,2. Für die Bundeswasserstraße ist seit dem 5. Februar 2020 das neu geschaffene Wasserstraßen- und Schifffahrtsamt Mittellandkanal / Elbe-Seitenkanal zuständig (zuvor das Wasserstraßen- und Schifffahrtsamt Braunschweig).

## Schleuse
→ Hauptartikel siehe Lindener Hafen-Schleuse
- Hafenschleuse Linden[3]
  - Eine Schachtschleuse mit zwei offenen Sparbecken
  - Lage: km 9,5
  - Erbaut: 1914–1917
  - Nutzlänge/Breite/Durchfahrtshöhe/Abladetiefe: 83 m/10,00 m/4,25 m/2,50 m
  - Fallhöhe: 7,80 m
  - Bedienung: Fernbedienzentrale Anderten